# Milano-Mantova 1960
La Milano-Mantova 1960, ventiduesima edizione della corsa, si svolse il 15 maggio 1960 su un percorso di 231 km. La vittoria fu appannaggio dell'italiano Giuseppe Vanzella, che completò il percorso in 5h58'00", precedendo il connazionale Pierino Baffi ed il belga Yvo Molenaers.

## Ordine d'arrivo (Top 10)
| Pos. | Corridore          | Squadra              | Tempo    |
| ---- | ------------------ | -------------------- | -------- |
| 1    | Giuseppe Vanzella  | Atala                | 5h58'00" |
| 2    | Pierino Baffi      | Ignis                | s.t.     |
| 3    | Yvo Molenaers      | Carpano              | s.t.     |
| 4    | Giuseppe Fardore   | Bianchi              | s.t.     |
| 5    | Addo Kazianka      | EMI-Guerra           | s.t.     |
| 6    | Giancarlo Gentina  | San Pellegrino Sport | s.t.     |
| 7    | Carlo Brugnami     | Torpado              | a 42"    |
| 8    | Frans Van Looveren | Faema                | a 1'05"  |
| 9    | Gilbert Desmet     | Carpano              | s.t.     |
| 10   | Walter Martin      | Carpano              | s.t.     |